# Воррен Інґерсолл
Воррен Інґерсолл (англ. Warren Ingersoll, 22 березня 1908 — 6 вересня 1995) — американський хокеїст на траві. Увійшов до складу збірної США на літніх Олімпійських іграх 1932 та здобув бронзову медаль. Грав у полі, зіграв 1 матч, голів не забивав.